# Теннисный матч Джон Изнер — Николя Маю (Уимблдонский турнир, 2010)

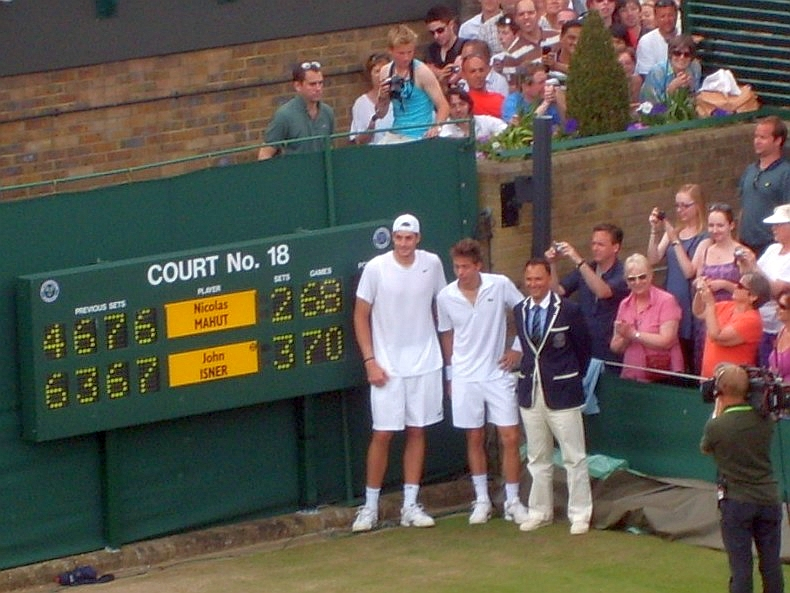
Теннисисты и судья у табло по окончании матча

Матч первого круга основного турнира мужского одиночного разряда в рамках Уимблдонского турнира 2010 года между Джоном Изнером и Николя Маю, продолжавшийся 11 часов 5 минут, стал самым продолжительным матчем в истории мирового тенниса. Попутно игра побила ещё несколько рекордов, включая рекорды по числу сыгранных геймов и выполненных эйсов.
Встреча проходила во Всеанглийском клубе лаун-тенниса и крокета. Начавшись 22 июня в 18:18 по местному времени, она продолжалась на протяжении трёх игровых дней, два раза прерываясь из-за наступления темноты, и завершилась 24 июня в 16:48 победой Изнера со счётом 6:4, 3:6, 6:7 (7:9), 7:6 (7:3), 70:68. Один только пятый сет превзошёл все ранее сыгранные полные матчи как по продолжительности, так и по количеству геймов, а Изнер в пятом сете подал больше эйсов, чем любой другой теннисист ранее за полный матч.

## Путь к матчу
Француз Николя Маю, 148-я ракетка мира на момент начала турнира, прошёл в основную сетку турнира через квалификационные матчи. Вначале он легко обыграл канадца Фрэнка Данцевича — 6:3, 6:0. Во втором матче Маю встречался с британцем Алексом Богдановичем. Этот матч, как и состоявшийся позже рекордный, также продолжался длительное время и завершился со счётом 3:6, 6:3, 24:22. Победив в третьем круге квалификации австрийца Штефана Коубека в пяти сетах (6:7 (8:10), 3:6, 6:3, 6:4, 6:4), Николя получил право играть в основном турнире.

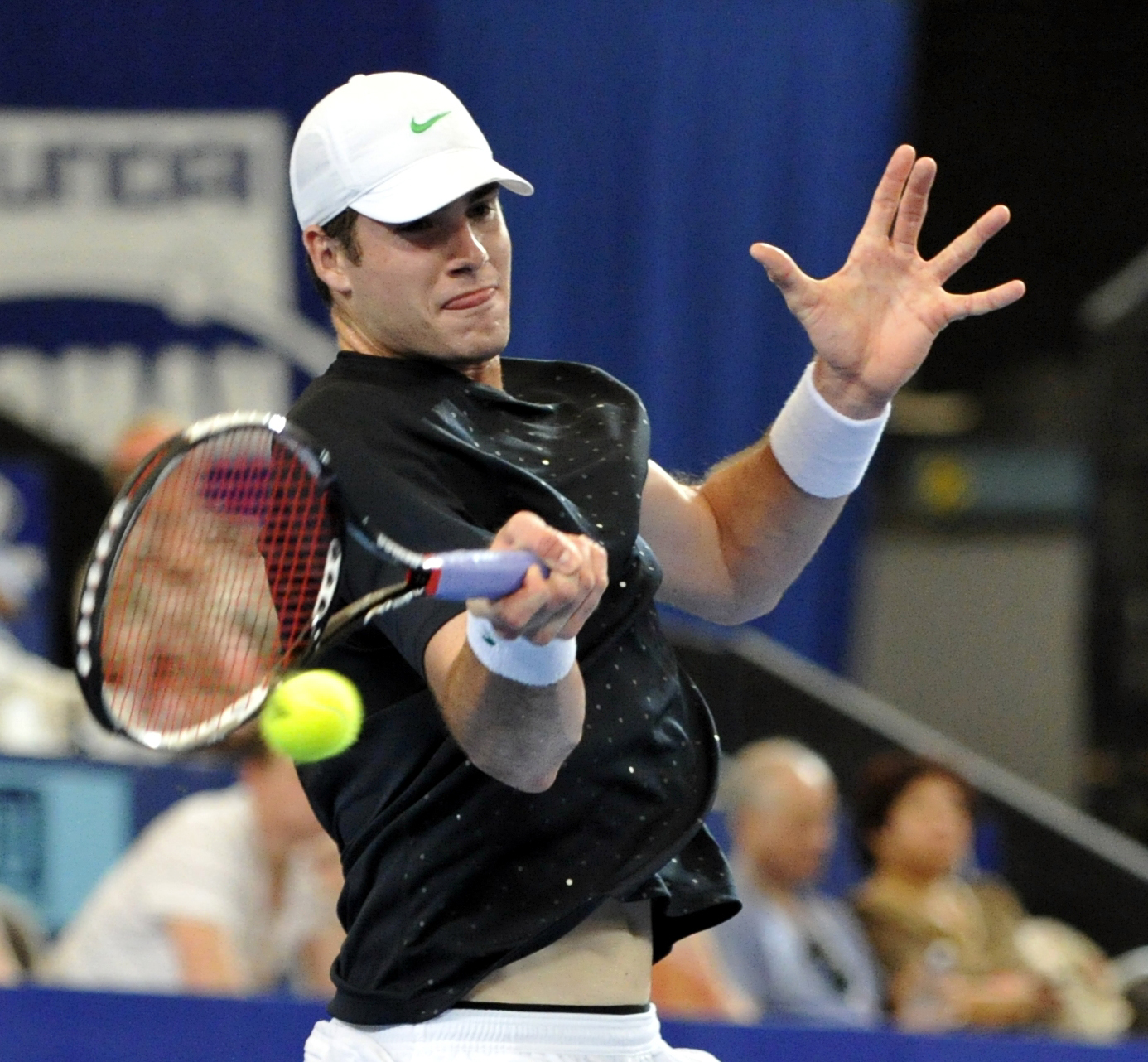
Джон Изнер — рекордсмен по количеству эйсов в одном матче

По итогам жеребьёвки Маю вышел на посеянного под 23-м номером американца Джона Изнера, занимавшего на момент начала турнира 19-ю позицию в рейтинге ATP. До матча на Уимблдоне Маю и Изнер встречались друг с другом один раз — в 2008 году на турнире Queen’s Club Championships, также на травяном покрытии. Тогда сильнее оказался француз — 7:5, 6:4.

## Матч

### Ход матча
Матч начался 22 июня на корте номер 18 Всеанглийского клуба лаун-тенниса и крокета, вмещающем лишь 782 зрителя. После четырёх сетов, из которых каждый теннисист выиграл по два, игра была остановлена из-за темноты и перенесена на следующий день. Однако и 23 июня итоговый 5-й сет доигран не был, хотя теннисисты только в пятом сете сыграли к этому моменту 7 часов и 6 минут: вновь помешала темнота, и, несмотря на протесты зрителей, скандировавших «мы хотим ещё», матч был перенесён на следующий день. На тот момент счёт в сете был 59:59 и рекорд по продолжительности матча уже был побит. Такая длина пятого сета была обусловлена тем, что на Уимблдонском турнире до 2019 года пятый сет не завершался тай-брейком, а вёлся до двухочкового перевеса в счёте по геймам (после счёта 5:5).
По мере продолжения матча 23 июня игра сводилась к соревнованию подач — Изнер уже практически не мог передвигаться по корту в розыгрышах мяча и вкладывал все силы в подачу, Маю двигался несколько лучше, но ничего не мог поделать с подачей американца в ключевые моменты. И Маю, и Изнер сумели поспать всего несколько часов в связи с переутомлением после изматывающего второго дня их противостояния.
24 июня матч возобновился, причём на этот раз к игре было привлечено огромное внимание прессы и зрителей, значительно превзошедшее вместительность корта номер 18, однако матч продолжился на том же самом корте, поскольку изменять место проведения матча согласно регламенту Уимблдонского турнира запрещено. Желающим посмотреть матч пришлось расположиться на ограде, окрестных балконах и холме, примыкающем к корту. Теннисисты провели на корте ещё 90 минут и сыграли 20 геймов. Оба сделали более 100 эйсов. Маю даже успел выиграть 500 мячей, что тоже является рекордом, однако, постоянно отыгрываясь, подавая вторым, француз всё же дрогнул в 138-м гейме пятого сета и с первого же матчбола в том гейме отдал матч. В пятом сете Маю отыграл 4 матчбола: один при счёте 9:10, двойной при счёте 32:33, ещё один при счёте 58:59 (в последнем гейме, сыгранном во второй день матча). Сам Маю имел 2 брейк-пойнта в пятом сете за 69 геймов на подаче Изнера, но не реализовал их. Интересно, что Маю выиграл на приёме в пятом сете 23 % мячей против 17 % у Изнера, что, впрочем, не помогло ему победить.
По ходу матча возникла проблема с электронным табло корта. При счёте 47:47 оно погасло, так как это был максимальный счёт, на который оно было запрограммировано. К моменту возобновления поединка неполадки были устранены. Возникли проблемы и с трансляцией матча на официальном сайте Уимблдонского турнира. После того, как счёт в игре стал 50:50, он обнулился.
|                 | 1 (32') | 2 (29') | 3 (49') | 4 (64') | 5 (491') |
| --------------- | ------- | ------- | ------- | ------- | -------- |
| Николя Маю (Q)  | 4       | 6       | 7       | 63      | 68       |
| Джон Изнер (23) | 6       | 3       | 67      | 7       | 70       |

### Хронология матча
22 июня
- 18:18[10] — начало матча

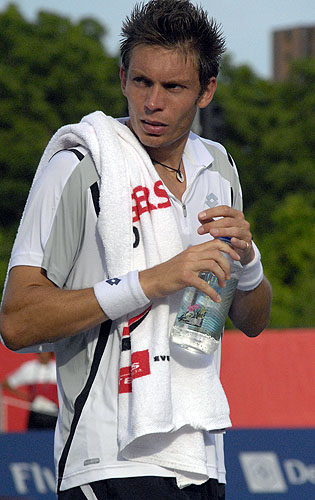
Николя Маю — рекордсмен по количеству очков, выигранных в одном матче

- 21:07 — матч остановлен из-за темноты

23 июня
- 14:05 — возобновление матча
- 17:45 — матч устанавливает рекорд по продолжительности
- 21:13 — матч снова остановлен при счёте 59:59 в пятом сете

24 июня
- 15:20 — возобновление матча
- 16:48 — Изнер выигрывает пятый сет со счётом 70:68

### Статистика матча
| Н. Маю          | Показатель                       | Дж. Изнер       |
| --------------- | -------------------------------- | --------------- |
| 502             | Всего выиграно мячей             | 478             |
| 103             | Эйсы                             | 113             |
| 21              | Двойные ошибки                   | 10              |
| 244             | Активно выигранные мячи          | 246             |
| 39              | Невынужденные ошибки             | 52              |
| 67 (328 из 489) | Процент попадания 1-й подачи     | 74 (361 из 491) |
| 87 (284 из 328) | Процент выигрыша на 1-й подаче   | 81 (292 из 361) |
| 63 (101 из 161) | Процент выигрыша на 2-й подаче   | 63 (82 из 130)  |
| 23 (117 из 501) | Процент выигрыша на приёме       | 20 (104 из 510) |
| 72 (111 из 155) | Процент удачных выходов к сетке  | 67 (97 из 144)  |
| 33 (1 из 3)     | Процент реализации брейк-пойнтов | 14 (2 из 14)    |

## После игры
Сразу после матча оба теннисиста и шведский арбитр на вышке Мохамед Лайяни (англ. Mohamed Lahyani) получили награды и подарки от Всеанглийского клуба лаун-тенниса и крокета, которые вручали известные британские теннисисты прошлого Энн Хейдон-Джонс и Тим Хенмэн. Теннисистам преподнесли хрустальные вазы с выгравированными памятными надписями и наборы бокалов для шампанского, сделанные ирландскими мастерами, а судья получил сувенирный галстук и серебряные запонки. После награждения Изнер и Маю сфотографировались на фоне табло. Футболки и ракетки Маю и Изнера позже были выставлены в Международном зале теннисной славы в Ньюпорте. «Честно признаюсь, я никогда и не мечтал, что моя поношенная ракетка будет лежать рядом с ракеткой такого игрока, как Пит Сампрас», — заявил об этом Маю. В июле теннисисты получили премию ESPY в номинации «Самый выдающийся рекорд», обойдя достижение Роджера Федерера, выигравшего 15-й турнир серии Большого шлема в карьере, и мировой рекорд ямайского спринтера Усэйна Болта в беге на 100 метров.
В послематчевых интервью Изнер заявил: «Я немного устал, но когда играешь такой матч в такой потрясающей атмосфере, усталости не чувствуешь. Публика была фантастическая!», а также отдал должное своему сопернику: «Этот парень — настоящий воин. Я бы хотел разделить этот день с ним. Это большая честь. Я желаю ему всего самого лучшего. Хотел бы ещё встретиться с ним, но так, чтобы дело не дошло до 70:68». Победитель рассказал, что после второго дня игры выпил восстановительный коктейль, принял ванну со льдом и плотно поужинал, а также отметил, что до матча имел проблемы с весом, но после 11-часового поединка их не осталось. Изнер также добавил, что «вчера на корте не было никаких мыслей, особенно после счёта по 25. Вообще практически не думал, просто подавал и старался забить виннерс с форхенда. К счастью, у меня это получалось».
Николя Маю заявил, что Изнер заслужил победу, отметив, что тот подавал «просто невероятно». Маю: «Я никогда не забуду этот матч, и те, кто его видел, надеюсь, тоже. Но сейчас мне очень больно. Очень тяжело проиграть такой матч. Если вы спросите меня завтра, горд ли я, что был участником этого события, наверное, я отвечу „да“. Но в данный момент я не могу так сказать. Джон — настоящий чемпион. Он подавал изумительно. Каждый раз, когда я был близок к брейку, он просто клал мне эйсы, один за другим. Я ничего не мог сделать. Безусловно, теперь мы с ним тесно связаны до конца наших карьер». Также Маю, как и Изнер, сказал, что «публика на протяжении трёх дней была великолепной». По словам Николя, во Франции его «встречают как героя, приглашают в телешоу, берут интервью для газет, а министр спорта настаивает на личной встрече».

## Дальнейшие выступления теннисистов на турнире
25 июня Изнер встретился во втором круге турнира с голландцем Тимо де Баккером, который в первом круге обыграл Сантьяго Хиральдо, причём 5-й сет их матча также был продолжителен и завершился со счётом 16:14. Де Баккер довольно легко в трёх сетах справился с Изнером — 6:0, 6:3, 6:2. Матч длился 1 час 12 минут, американец не сумел сделать ни одного эйса. Изнер выглядел заметно уставшим, испытывал проблемы с шеей и плечами, из-за чего ему несколько раз требовалась медицинская помощь.
Обоим теннисистам также предстояли матчи в парном разряде. Изнер и его партнёр Сэм Куэрри (США) 25 июня должны были встретиться с Дуди Селой (Израиль) и Михалом Пшисенжным (Польша), однако после матча Джона с де Баккером стало ясно, что из-за травмы ступни он сыграть не сможет, и американская пара снялась с розыгрыша.
Маю уже через несколько часов после окончания матча с Изнером вышел на корт. Николя и его соотечественник Арно Клеман (один из участников предыдущего рекордного по продолжительности матча) провели один сет против британской пары Колин Флеминг/Кен Скупски, который французы проиграли, после чего матч был остановлен из-за наступления темноты. 25 июня поединок вновь не был доигран, так как затянулась игра между немцем Даниэлем Брандсом и румыном Виктором Ханеску. В субботу, 26 июня, матч возобновился, Маю и Клеман сумели выиграть лишь один сет и проиграли в итоге со счётом 6:7 (4:7), 4:6, 6:3, 6:7 (4:7).

## Рекорды
Матч побил все рекорды по числу сыгранных геймов как после введения тай-брейка, так и до него. Предыдущий рекорд был зафиксирован в 2003 году в матче Открытого чемпионата Австралии между Энди Роддиком (США) и Юнесом Эль-Айнауи (Марокко), который завершился со счётом 4:6, 7:6 (7:5), 4:6, 6:4, 21:19 в пользу Роддика (83 гейма). Рекорд до введения тай-брейков составлял 112 геймов. Он был установлен в матче первого круга Уимблдонского турнира 1969 года между Панчо Гонсалесом (США) и Чарли Пасареллом (США) (22:24, 1:6, 16:14, 6:3, 11:9).
Также матч побил рекорд по продолжительности, значительно превзойдя прежние рекорды, установленные как в официальных соревнованиях (Фабрис Санторо (Франция) — Арно Клеман (Франция), 6 часов 33 минуты), так и в неофициальных (Крис Итон (Англия) — Джеймс Уорд (Англия), 6 часов 40 минут). 24 июня один только 5-й сет матча Изнер — Маю обогнал по продолжительности матч Санторо — Клеман. В итоге 5-й сет продолжался 8 часов 11 минут, то есть значительно дольше, чем любой другой полный матч до этого. В 2018 году Изнер стал участником также второго по продолжительности матча в истории Уимблдонского турнира, длившегося 6 часов и 36 минут. В этом матче Кевин Андерсон обыграл Изнера в полуфинале турнира в мужском одиночном разряде со счётом 7:6 (8:6), 6:7 (5:7), 6:7 (9:11), 6:4, 26:24.
Эйс, выведший Изнера вперёд в сете (39:38), стал для него 79-м в матче, что превзошло достижение хорвата Иво Карловича, который сделал 78 эйсов на грунте в проигранном матче Кубка Дэвиса против Радека Штепанека 18 сентября 2009 года — 7:6 (7:5), 6:7 (5:7), 6:7 (6:8), 7:6 (7:2), 14:16. Вскоре и Маю превзошёл результат хорвата. В третий день матча сначала Изнер, а потом и Маю стали первыми теннисистами, которые подали 100 или более эйсов за один матч. В итоге рекорд остался за американцем — он подал навылет 112 раз, Маю же остановился на 103.
Выиграв два мяча на подаче Изнера при счёте 68:68, Маю выиграл свой 500-й мяч в матче, итоговое же их количество составило 502, что тоже является рекордным показателем.

## Реакция
Видный теннисный обозреватель Брэд Гилберт заявил, что «матч войдёт в анналы истории, потому что такого раньше не было никогда и может никогда не быть». Джон Макинрой отдал должное выносливости Изнера и Маю и предположил, что «ни один из них не пройдёт далеко в этом турнире, но об этой схватке будут писать в учебниках истории». Макинрой добавил, что «это лучшая реклама для нашего вида спорта после финалов Роджер — Рафа. Это достойно небывалого уважения».

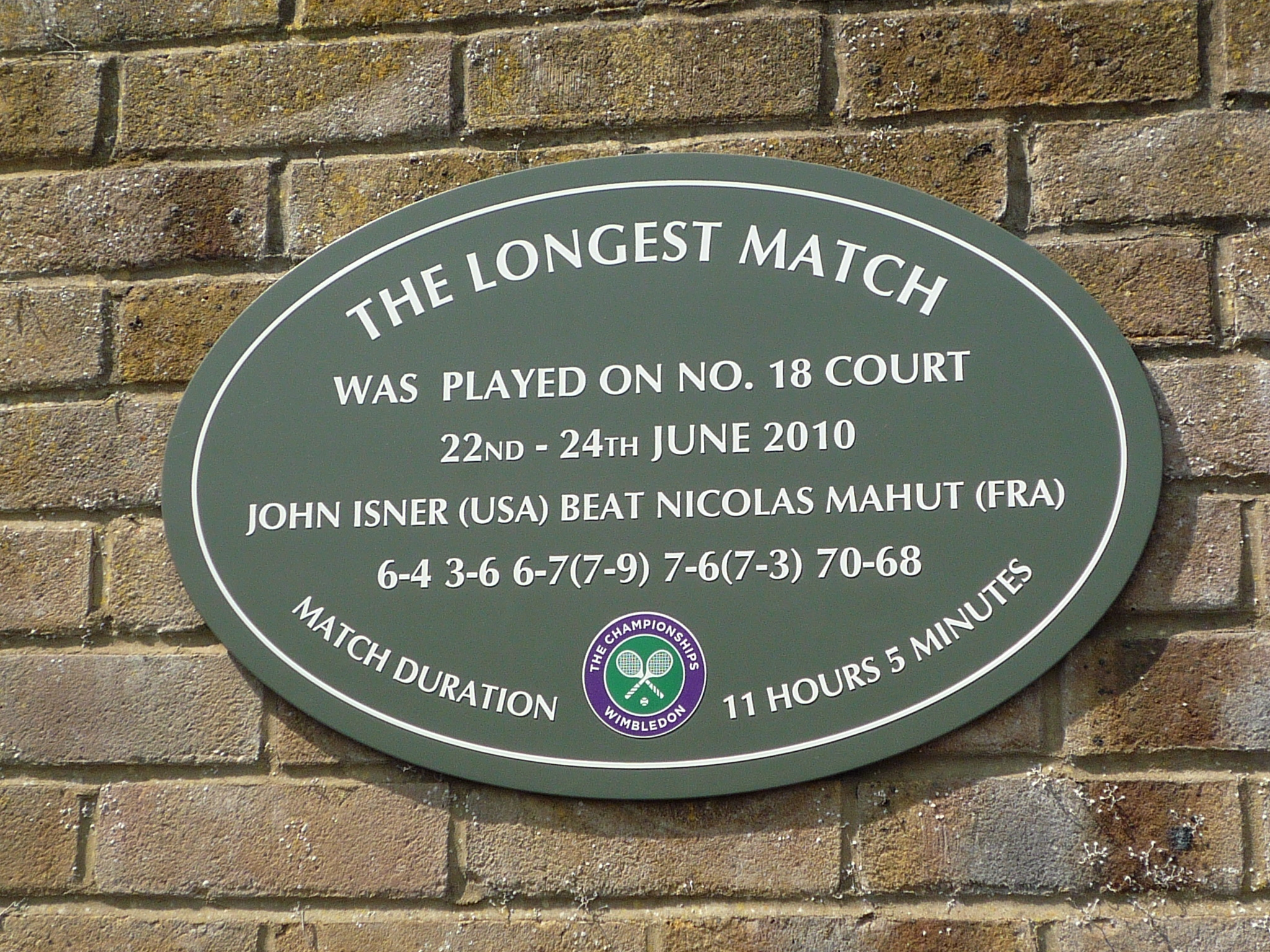
Мемориальная табличка на стене корта 18, посвящённая матчу

Матч вызвал широкий резонанс в спортивных кругах: отдали должное Изнеру и Маю Новак Джокович, Энди Маррей, Мария Шарапова. Вторая ракетка мира, 6-кратный победитель Уимблдонского турнира Роджер Федерер заявил, что «матч стал особенным». Федерер также сказал после второго дня: «Джон уже почти не двигается, но он всё ещё в состоянии исполнять хорошие подачи, когда это необходимо. Это впечатляющее зрелище! Я смотрел за этим матчем и не знал, плакать мне или смеяться». Энди Роддик, размышляя о том, почему игра настолько затянулась, отметил: «Сошлись несколько факторов. Они оба отлично подавали, но принимали куда хуже. В целом они играли хорошо, но на приёме действовали недостаточно уверенно для того, чтобы соперник занервничал, почувствовал давление». Известный баскетболист Коби Брайант ради просмотра матча прервал пресс-конференцию. Сразу после завершения встречи некоторые СМИ объявили её «исторической».
Специалисты заявили, что подобный матч может привести к серьёзным проблемам со здоровьем, таким как нефропатия, гипертермия и обезвоживание. Упомянутый выше Джон Макинрой заявил, что этим матчем теннисисты укоротили свои спортивные карьеры на 6 месяцев. Спортивный врач Гордон Маккей выразил схожую с Макинроем точку зрения, предупредив, что ближайшие полгода Изнер и Маю будут более подвержены травмам, возможны проблемы с плечами, сухожилиями, коленными суставами, а также трудности с настроем на игры. Несмотря на эти рекомендации, оба теннисиста довольно быстро вернулись к игровой практике на турнирах ATP. Николя Маю уже через 2 недели после матча с Изнером, в начале июля, выступил на турнире в американском Ньюпорте, причём и в одиночном, и в парном разрядах (с Эдуаром Роже-Вассленом). В каждом из разрядов он выиграл матчи первого круга, но уступил во втором. Джон Изнер вернулся на корт через месяц после Уимблдона. В американской Атланте на кортах с покрытием «хард» он дошёл до финала турнира АТP 250, где только на тай-брейке третьего сета уступил Марди Фишу (США). В парном разряде вместе с Джеймсом Блейком (США) Джон добрался до полуфинала этого турнира.
Также матч вновь поднял вопрос о том, нужен ли тай-брейк в пятом сете на турнирах Большого шлема. Энди Роддик, например, выступил с предложением ввести тай-брейк при счёте 10:10 или 12:12, а победитель рекордного матча Изнер выступил против этого, заявив, что такая игра никогда больше не повторится и менять правила не стоит. Однако в 2018 году после своего шестичасового поединка в полуфинале Уимблдона с Кевином Андерсоном Джон заявил, что на турнирах Большого шлема необходимо ввести тай-брейк в решающем сете после 12 сыгранных геймов.
В 2011 году на Уимблдонском турнире жеребьёвка вновь свела Изнера и Маю в первом круге. Матч прошёл 21 июня на третьем корте и завершился победой Изнера со счётом 7:6 (7:4), 6:2, 7:6 (8:6). Матч продолжался 2 часа 3 минуты, каждый из соперников подал по 8 эйсов. Накануне турнира на стене корта номер 18, где прошёл их исторический матч, появилась мемориальная табличка с информацией о матче.
Свои впечатления о матче Маю описал в вышедшей в 2011 году книге «Матч моей жизни», написанной в соавторстве с Филиппом Буа.
В октябре 2018 года стало известно, что организаторы Уимблдонского турнира с 2019 года ввели тай-брейк в пятом сете при счёте 12-12, таким образом рекорд Изнера и Маю на Уимблдоне не будет побит. В декабре 2018 года стало известно, что организаторы Открытого чемпионата Австралии ввели с 2019 года супертай-брейк в пятом сете до 10 очков при счёте 6-6.